# Yves Simoneau
Yves Simoneau (* 28. Oktober 1955 in der Stadt Québec, Provinz Québec) ist ein kanadischer Filmregisseur und Drehbuchautor.

## Leben und Leistungen
Simoneau schuf einige Kurzfilme und circa 30 Werbespots. Er wirkt in Kanada und den USA und führte Regie im Thriller Tödliche Absichten (1994) mit Jamie Lee Curtis, der schwarzhumorigen Filmkomödie Free Money (1998) mit Charlie Sheen und Marlon Brando, dem Gerichtsfilm Nürnberg – Im Namen der Menschlichkeit (2000) mit Alec Baldwin, dem Actionfilm Ignition – Tödliche Zündung (2001) mit Bill Pullman, der Miniserie Napoleon (2002) mit Christian Clavier und Isabella Rossellini und der Pilotfolge der Serie 4400 – Die Rückkehrer (2004).
Bei den Internationalen Filmfestspielen Berlin 1987 wurde Simoneau für In the Shadow of the Wind (Les Fous de Bassan) für den Goldenen Bären nominiert. 1987 gab es zwei Genie-Award-Nominierungen für Im Schatten der Macht (Pouvoir intime) in den Kategorien Beste Regie und Bestes Originaldrehbuch, letzteres geteilt mit Pierre Curzi. 2001 wurde Simoneau beim Gemini Award nominiert für die Regie in der Miniserie Nürnberg – Im Namen der Menschlichkeit. 2003 erhielt er für die Regie in diesem Film die Auszeichnung 7 d'Or Night. 2005 folgte, geteilt mit anderen, eine Nominierung beim Emmy für 4400 – Die Rückkehrer als beste Serie. Als Regisseur des Fernsehfilms Begrabt mein Herz an der Biegung des Flusses wurde er für diesen Preis bei der Primetime-Emmy-Verleihung 2007 nominiert.

## Filmografie (Auswahl)

### Regisseur
- 1979: Les célébrations
- 1982: Les yeux rouges
- 1986: Intimate Power – Im Schatten der Macht (Pouvoir intime)
- 1987: Zurück nach Griffin Creek (Les fous de bassan)
- 1989: Dans le ventre du dragon
- 1990: Genial Normal (Perfectly Normal)
- 1992: Entführt: Sieben Tage Angst (Memphis, Fernsehfilm)
- 1992: Scheidung per Mord (Till Death Us Do Part, Fernsehfilm)
- 1992: Das Gift des Zweifels (Cruel Doubt, Fernsehfilm)
- 1994: Tödliche Absichten (Mother’s Boys)
- 1994: Amelia Earhart – Der letzte Flug (Amelia Earhart: The Final Flight, Fernsehfilm)
- 1996: Dead Man’s Walk – Der tödliche Weg nach Westen (Dead Man’s Walk, Fernsehfilm)
- 1997: Intensity – Allein gegen den Killer (Intensity, Fernsehfilm)
- 1998: Free Money
- 1999: 36 Stunden bis zum Tod (36 Hours to Die, Fernsehfilm)
- 2000: Nürnberg – Im Namen der Menschlichkeit (Nuremberg, Fernsehfilm)
- 2001: Night Visions (Fernsehserie, 2 Folgen)
- 2001: Ignition – Tödliche Zündung (Ignition)
- 2002: Napoleon (Napoléon, Fernsehfilm)
- 2003: 44 Minuten – Die Hölle von Nord Hollywood (44 Minutes: The North Hollywood Shoot-Out, Fernsehfilm)
- 2004: 4400 – Die Rückkehrer (The 4400, Fernsehserie, 2 Folgen)
- 2006: Marie-Antoinette (Fernsehfilm)
- 2007: Begrabt mein Herz an der Biegung des Flusses (Bury My Heart at Wounded Knee, Fernsehfilm)
- 2007: Ruffian – Die Wunderstute (Ruffian, Fernsehfilm)
- 2009: America (Fernsehfilm)
- 2009: Assassin’s Creed: Lineage (Kurzfilm)
- 2009–2010: V – Die Besucher (V, Fernsehserie, 4 Folgen)
- 2010: L’appât
- 2013: Betty & Coretta (Fernsehfilm)
- 2015: The Dovekeepers (Miniserie, 2 Folgen)
- 2017: The Brave (Fernsehserie, Folge 1x02)
- 2017: The Lost Wife of Robert Durst (Fernsehfilm)

### Drehbuchautor
- 1979: Les célébrations
- 1982: Les yeux rouges
- 1986: Intimate Power – Im Schatten der Macht (Pouvoir intime)
- 1987: In the Shadow of the Wind (Les Fous de Bassan)
- 1989: In the Belly of the Dragon (Dans le ventre du dragon)
- 2009: Assassin’s Creed: Lineage (Kurzfilm)

### Filmeditor
- 1979: Les célébrations